# ماي تاين ثانه
ماي تاين ثانه (بالفيتنامية: Mai Tiến Thành)‏ هو لاعب كرة قدم فيتنامي في مركز الدفاع، ولد في 16 مارس 1986 في تانه هوا في فيتنام. شارك مع منتخب فيتنام تحت 23 سنة لكرة القدم ومنتخب فيتنام لكرة القدم. أما مع النوادي، فقد لعب مع نادي إف إل سي تان هوا.

## وصلات خارجية
- ماي تاين ثانه على موقع قاعدة بيانات كرة القدم.إي يو (الإنجليزية)
- ماي تاين ثانه على موقع ناشيونال فوتبول تيمز (الإنجليزية)
- ماي تاين ثانه على موقع Soccerway.com (الإنجليزية)